# Theodoxus danubialis
Theodoxus danubialis is een slakkensoort uit de familie van de Neritidae. De wetenschappelijke naam van de soort is voor het eerst geldig gepubliceerd in 1828 door C. Pfeiffer.